# Ruggero I del Maine
Ruggero, in francese Roger du Maine (850 circa – 900 circa), fu il primo conte del Maine della famiglia degli Ugonidi o seconda casa del Maine, prima dall'885 al 893, poi dall'895 al 900.

## Origine
La famiglia di Ruggero non ci è nota, si suppone che discendesse dai primi robertingi che avevano feudi in Neustria. Secondo il Siège de Paris par les Normands, poème d´Abbon, Ruggero era nipote di Ugo conte di Bourges.
Invece è certa la sua unione alla casa reale carolingia, per avere sposato Rotilde, figlia del re dei Franchi occidentali, Carlo il Calvo.

## Biografia
Nell'885, quando Ragenoldo d'Herbauges morì nella battaglia che seguì alla conquista di Reims da parte dei Vichinghi, Goslino del Maine e i Rorgonidi non furono considerati: il titolo di marchese di Neustria andò ad Enrico di Franconia, e quello di conte del Maine venne assegnata a Ruggero, un nobile Franco, che, nonostante fosse imparentato coi robertingi, fu favorito dal nuovo re dei Franchi occidentali, l'imperatore, Carlo il Grosso.
Dopo che Oddone, conte di Parigi, membro della famiglia dei Robertingi, era stato eletto re dei Franchi occidentali, sempre secondo il Siège de Paris par les Normands, poème d´Abbon, Ruggero si schierò a fianco dello zio, Ugo e appoggiò il nuovo re contro il conte d'Alvernia, Guglielmo il Pio, che durante i combattimenti, nell'889, uccise Ugo di Bourges.
Nell'890, Ruggero sposò Rotilde, la figlia del defunto re dei Franchi occidentali, Carlo il Calvo, zia del pretendente al trono, il carolingio, Carlo il Semplice, per cui Ruggero divenne sostenitore dei carolingi.
La famiglia dei Rorgonidi che, dopo aver perso la contea del Maine, aveva dato il suo appoggio ai Robertingi, che erano antagonisti dei carolingi, riuscì a convincere, nell'893, re Oddonel a destituire il carolingio Ruggero I ed a nominare Goslino II conte del Maine. Ma Goslino II non riuscì a mantenere il controllo della contea e, nonostante il re Oddone favorisse Goslino, nel corso dell'895, Ruggero I ebbe nuovamente il sopravvento, mostrandosi particolarmente violento contro i suoi sottoposti e la chiesa, tanto che il vescovo di Le Mans, se ne dolette: nell'Actus pontificum Cenomannis, Ruggero viene definito uomo scellerato (Rotgario, nefando viro).
Ruggero I dovette sostenere i continui attacchi di Goslino II che continuò a combatterlo. Dopo la morte di Ruggero, avvenuta nel 900 circa, il nuovo re di Francia carolingio, Carlo il Semplice, assegnò la contea al figlio di Ruggero I, Ugo I, contro cui Goslino II continuò a battersi sino a che fu raggiunto un accordo matrimoniale: Ugo I sposò una figlia di Goslino II.
Non si conosce la data esatta della morte di Ruggero, che avvenne prima del 1º novembre 900, data in cui fu redatto il documento n° XXII dei Diplomata Caroli Simplicis che cita il figlio di Ruggero, Ugo I, come conte del Maine, titolo riconosciutogli dal re Carlo il Semplice, che fu il suo successore.

## Matrimonio e discendenza
Ruggero aveva sposato la carolingia Rotilde (871–928/9 citata dal cronista, Flodoardo, come morta di recente, all'inizio del 929), figlia di Carlo il Calvo e di Richilde delle Ardenne (circa 845-910), figlia del conte Bivin di Vienne (822-877) e della moglie che era la figlia di Bosone di Arles. Secondo la Revue historique et archéologique du Maine, tome 63, Catalogue des actes des évêques du Mans jusqu'à la fin du XIII siècle, da un documento redatto dal figlio, Ugo, si ha la conferma che Rotilde era la moglie di Ruggero. Dopo essere rimasta vedova si ritirò nell'abbazia di Chelles, dove divenne badessa; secondo il cronista Flodoardo, gli fu sottratta, nel 922, da suo nipote, il re di Francia Carlo il Semplice, per darla ad un certo Haganon.
Ruggero dalla moglie Rotilde ebbe due (o tre) figli:
- Ugo (secondo il documento n° XXII del Diplomata Caroli Simplicis, è citato come figlio di Rotilde[7], mentre Flodoardo lo conferma figlio di Ruggero (Hugoni filio Rotberti)[11] (circa 890-† circa 950), conte del Maine[11],
- Giuditta (prima del 900 † 925), che, nel 914 circa, come è indicato nelle Europäische Stammtafeln[12], vol II cap. 10 (non consultate)[4], sposò Ugo il Grande (circa 898 – 16 giugno 956) futuro Marchese di Neustria demarcus, conte d'Orleans, conte di Parigi e duca dei Franchi. Questo matrimonio viene confermato anche da Flodoardo, per ben due volte, nelle sue cronache del 922[10], e del 929[8]
- Rotilde (non certa), badessa a Bouxières-aux-Dames dal 937 al 965.

### Fonti primarie
- (LA)  Actus Pontificum Cenomannis in urbe degentium (Le Mans).
- (LA)  Annales Vedastini.
- (LA)  Monumenta Germanica Historica, tomus III.
- (LA)  Recueil des historiens des Gaules et de la France. Tome 9.

### Letteratura storiografica
- René Poupardin, I regni carolingi (840-918), cap. XIX, vol. II (L'espansione islamica e la nascita dell'Europa feudale) della Storia del Mondo Medievale, pp. 582–634.
- (FR)  Siège de Paris par les Normands, poème d´Abbon.
- (FR) Revue historique et archéologique du Maine, tome 63, su archive.org.